# Юськів Теодор
Теодор Юськів або під псевдонімом Терен Юськів (12 березня 1911 — 7 липня 2010) — український співак-баритон.

## Біографія
Родом з села Поточище Городенківського повіту (Галичина). Спів вивчав у А. Дідура (Львів). Дебютував 1937 у Львові в опері Ґ. Доніцетті «Фаворитка», брав участь у виставах опер «Кармен» Ж. Бізе, «Янек» В. Желенського, «Травіата» Дж. Верді.
Отримав першу нагороду на конкурсі співаків Союзу українських професійних музик у Львові (1939). Пізніше виступав в оперних театрах Польщі, Німеччини, Норвегії. Заголовні ролі Ю. в операх «Севільський цирульник» Дж. Россіні, «Весілля Фігаро» В.-А. Моцарта, «Ріголетто» Дж. Верді, Тореадор в опері «Кармен» Ж. Бізе та ін. 1945 — 49 концертував У Зах. Німеччині, з 1949 у США. Музичний критик і автор праці «Національно-державна мотивація творчості С. Людкевича» (Лондон, 1984).